# Terry Eagleton
Terence Francis Eagleton (Salford, 22 febbraio 1943) è un critico letterario inglese.
È stato professore di letteratura inglese all'Università di Oxford e all'Università di Manchester. Nel 2008 ha ottenuto una cattedra di letteratura inglese all'Università di Lancaster.
Ha scritto più di quaranta libri, tra cui Literary Theory: An Introduction (1983); The Ideology of Aesthetic (1990); The Illusion of Postmodernism (1996).
I suoi libri Ideology: An Introduction (1991/2007) e The Function of Criticism (1984) sono stati tradotti in italiano con i titoli Ideologia: Storia e Critica di un'Idea Pericolosa e Figure del Dissenso.

## Pubblicazioni
- The New Left Church [come Terence Eagleton] (1966)
- Shakespeare and Society
- Exiles And Émigrés: Studies in Modern Literature (1970)
- The Body as Language : outline of a new left theology (1970)
- Criticism & Ideology (1976)
- Marxism and Literary Criticism (1976)
- Walter Benjamin, or Towards a Revolutionary Criticism (1981)
- The Rape of Clarissa: Writing, Sexuality, and Class Struggle in Samuel Richardson (1982)
- Literary Theory: An Introduction (1983/1996/2008)
- The Function of Criticism (1984)
- Saint Oscar (un'opera su Oscar Wilde)
- Saints and Scholars (a novel, 1987)
- Raymond Williams: Critical Perspectives (editor) Boston: Northeastern University Press, 1989.
- The Significance of Theory (1989)
- The Ideology of the Aesthetic (1990)
- Ideology: An Introduction (1991/2007)
- Wittgenstein: The Terry Eagleton Script, The Derek Jarman Film (1993)
- The Illusions of Postmodernism (1996)
- "Heathcliff and the Great Hunger" (1996)
- "Crazy John and the Bishop and Other Essays on Irish Culture" (1998)
- The Idea of Culture (2000)
- The Gatekeeper: A Memoir (2001)
- The Truth about the Irish (2001)
- Sweet Violence: The Idea of the Tragic  (2002)
- After Theory (2003)
- The English Novel: An Introduction (2004)
- Holy Terror (2005)
- The Meaning of Life (2007)
- How to Read a Poem (2007)
- Marxismo senza marxismo (2008) in J. Derrida e altri, Marx & Sons. Politica, spettralità, decostruzione, Mimesis, Milano 2008.
- Trouble with Strangers: A Study of Ethics (2008)